# 鵬氏鹿鼠
鵬氏鹿鼠（Peromyscus pembertoni），或譯彭氏鹿鼠，是加利福尼亞灣對出聖佩德羅諾拉斯科島上的倉鼠。牠們最近的標本是於1931年採集的。對於牠們所知甚少，但島上就只有牠們與其近親的波氏白足鼠兩種哺乳動物。牠們是在島東部一個陡峭的山上發現。

## 特徵
鵬氏鹿鼠是中等身型，沒有兩性異形的證據。尾巴比頭部長，上身呈褐色，兩側較淺色，下身白色。臀部長有毛，後腳細小，差不多與耳朵一樣長。頭顱骨中等大小，鼓膜膨脹幅度不大。腳踝呈暗灰色，腳呈白色。

## 繁殖
鵬氏鹿鼠全年大部份時間也會交配，幼鼠多在春天或初夏出生。牠們可能會於冬天停止繁殖。

## 溝通
鵬氏鹿鼠的視覺敏銳，並會以化學傳信物質來溝通。

## 掠食
鵬氏鹿鼠是夜間活動的，行動鬼鬼祟祟。牠們是猛禽、蛇、狐、貓頭鷹及鷹的獵物。

## 壽命
鵬氏鹿鼠一般的壽命較短，只有很少會活多於1年。